# Филип Добречић
Филип Добречић (Бар) био је српски дипломата. Он је био брат барског надбискупа и примаса српског, Николе Добречића.
Матурирао је у Риму 1907, испите из француске књижевности положио је у Руану на Сени 1910. године. Био је питомац италијанске краљице Јелене Савојске. За вријеме студирања објављивао је пропагандне текстове у страној штампи у корист црногорских државних и националних интереса. Стекао је докторат  у Риму, 1911, из области политичких и дипломатских наука.

## Дипломатска каријера
Јула године, као полиглота именован је за секретара Министарства спољних послова Краљевине Црне Горе. Изабран је за посланик Црногорске Народне Скупштине 1913, и ту дужност је обављао до окупације 1916. године. У балканским ратовима је учествовао као војни обвезник чиновничког реда. Био је добровољац у Приморског одреду Барског батаљона, од 1. августа до краја септембра 1914. године. Потом је радио као секретар Министарства спољних послова, те чиновник Пресбиорао Министарства војног Краљевине Црне Горе, до 20. јануара 1916. године. Именован је 1917. године за генералног конзула Црне Горе у Бриндизију. До 1918. године налазио се у црногорској дипломатској служби. Његов пријем у службу Министарства иностраних дела Краљевине Срба, Хрвата и Словенаца предложио је Миленко Веснић, а подржао Никола Пашић, током априла и јуна 1919, али је постављен за секретара тек 29. децембра 1920. године. Његова жеља је била да буде постављен за секретара у неком од посланстава у Вашингтону, Лондону, Паризу или Бриселу, или неком од конзулата у САД, Великој Британији, Аргентини или Белгији. Премештен је у Печуј, фебруара 1922, са задатком да отвори тамошњи Конзулат Краљевине СХС. Унапређен је у генералног конзула указом од 1. марта 1923. године. Донет је указ о његовом премештају за генералног конзула у Ријеци 30. јуна 1924. године. Међутим, после формирања владе Љубомира Давидовића 9. октобра 1924, Филип Добречић је пензионисан услед страначких нетрпељивости или постојећих оптужби о коруптивним радњама.. Формирањем нове владе Николе Пашића, Добречић је реактивиран и премештен у Ријеку са задатком да отвори тамошњи Генерални конзулат, 28. новембра 1924. године. Нову дужност је преузео током јануара 1925. године. Југословенска дијаспора је високо ценила његов рад, јер је лако спознао локални менталитет, а својим тактичним наступом према италијанским властима успео је да обнови рад Народне читаонице која је годинама била затворена.</ref> Међутим, формирањем владе Велимира Вукићевића, у којој су демократе држале ресор МИД-а на челу са Војиславом Маринковићем, положај Филипа Добречића у дипломатској и конузларној служби поново се погоршао, и он је по други пит пензионисан указом од 31. марта 1928. године. Потом се настанио у Београду.
Филип Добречић је прихватио предлог Милана Стојадиновића да буде рекативиран у служби и постављен за посланика у Сантијаго де Чилеу, током августа 1938, указ је потписан почетком септембра. Преузео је нову дужност јануара 1939. године. Филип Добречић је поново пензионисан после пада владе Милана Стојадиновића, 14. августа исте године.

## Полемике око уједињења Србије и Црне Горе 1918. године
Тврдњу Андрије Радовића да Црна Гора води сепаратистичку политику, оповргавао је у једном тексту, док је био чиновник црногорског Министарства иностраних дјела. Добречић објашњава да у црногорској влади нема сепаратиста, јер се сепаратистима не могу сматрати они који раде у корист заједничких интереса, тј. у корист јединства Црне Горе и Србије. Сепаратисти су, према његовом мишљењу, управо они који из себичних и личних интереса раде на раздору између двије државе. Као једног од тих сепаратиста, Добречић означава Андрију Радовића, будући да начин на који он пропагира уједињење доприноси националном раздору, а не јединству. Не спорећи да је свесрпско уједињење на срцу сваком поштеном човјеку, и да је Црна Гора поборник таквог уједињења, Добречић сматра да је расправа о том питању, у тренутку када се и једна и друга држава налазе у ропству, непримјерена. Он зато предлаже да се о уједињењу расправља тек када двије краљевине поврате своју слободу. Истовремено, Добречић истиче и да је питање уједињења Црне Горе и Србије - њихово унутрашње питање, тако да ниједан неофицијелни чинилац, па ни Радовићев Одбор за народно уједињење, нема легитимитет да води акцију за уједињење. Према његовом мишљењу, то унутрашње питање, које се у овом случају тиче државног статуса Црне Горе, рјешаваће црногорски народ и његово законито представништво.

## Породичне прилике
Оженио се Елмиром, ћерком љекара Коломана Германа, у Загребу 1929. године. Послије Другог свјетског рата живио је у Загребу.